# 李象益
李象益（1938年—），出生于陕西西安，中国科学家、科普专家，曾任中国科学技术馆馆长。

## 生平
1961年毕业于北京航空学院。
2013年，李象益因在科普方面的贡献获得了联合国教科文组织卡林加奖。